# タイダル・アイランド

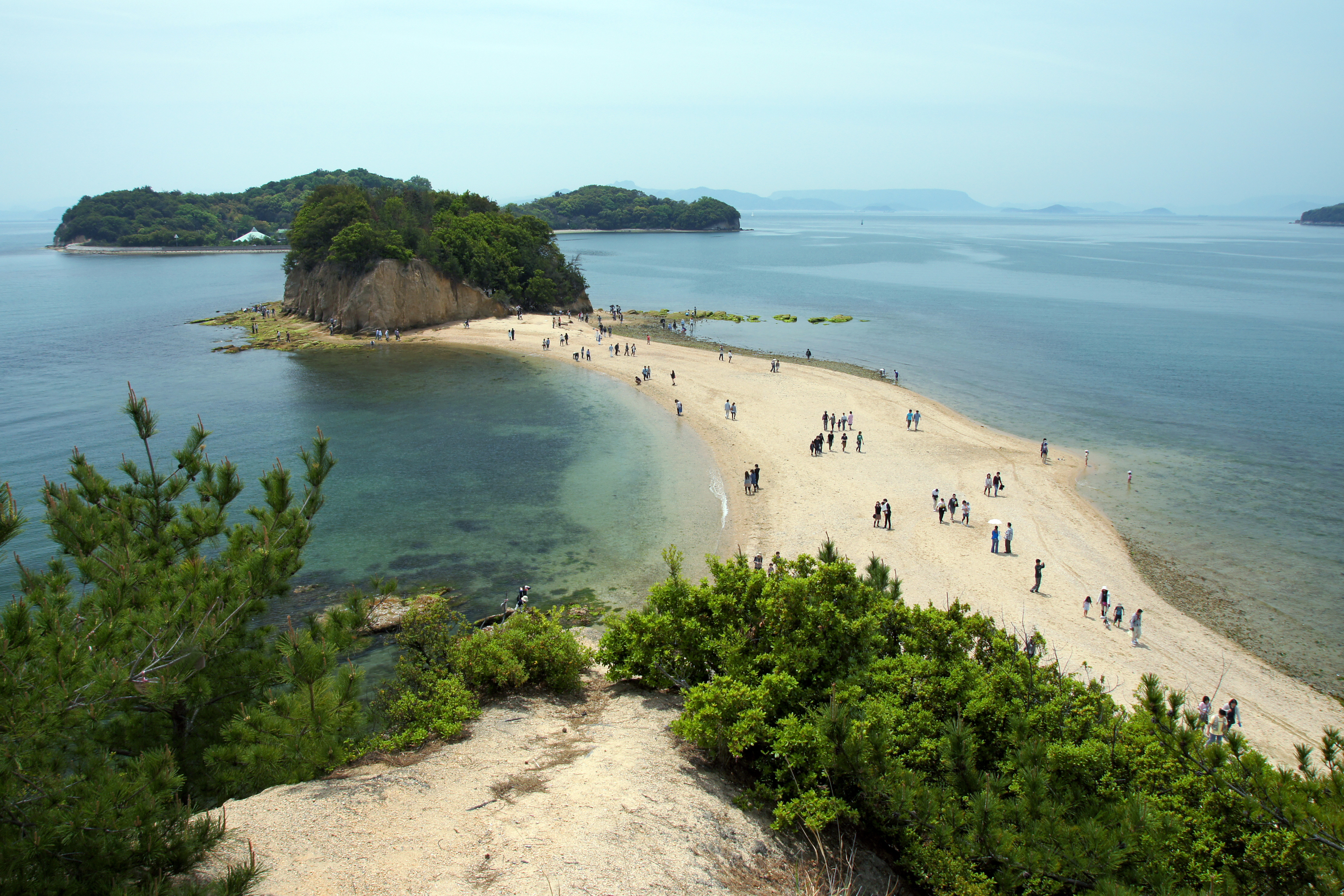
エンジェルロード（香川県大余島）

干潮時と満潮時におけるタイダル・アイランド

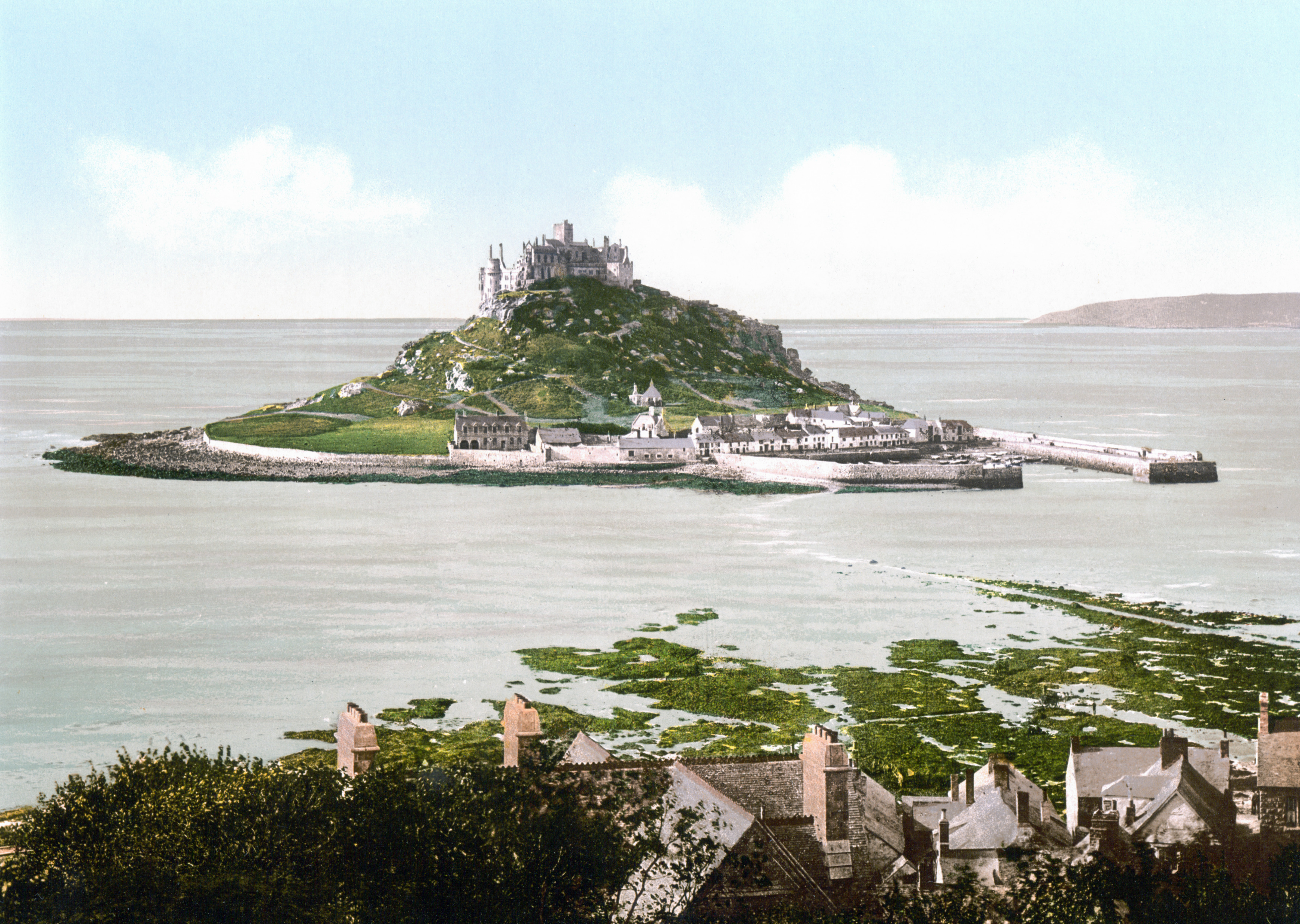
コーンウォール地方に位置するセント・マイケルズ・マウントの満潮時の様子（1900年頃）。

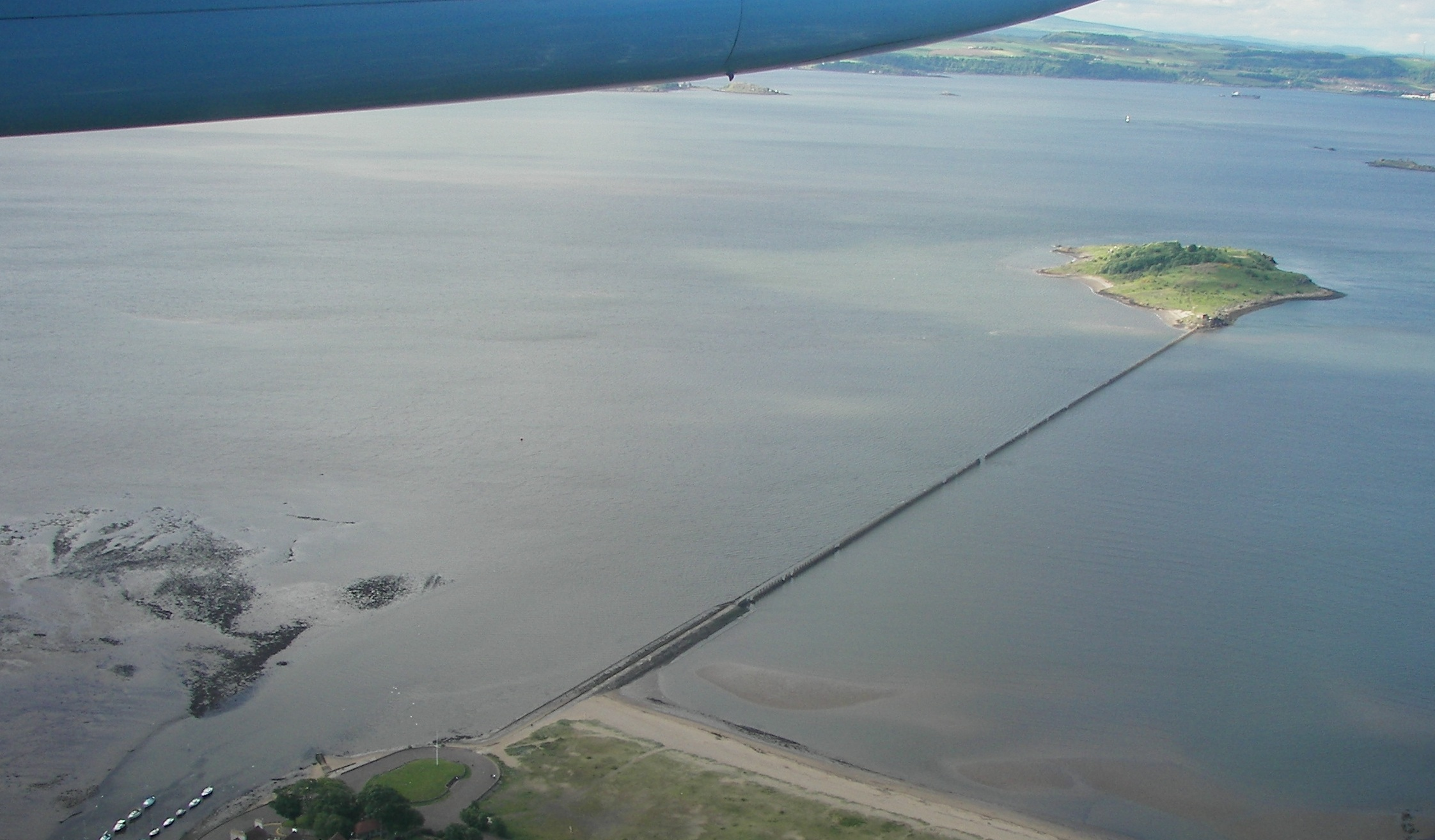
スコットランドに位置するクラモンド島の満潮時の様子。砂州は水没しているが、座礁防止のための柵が見える

タイダル・アイランド（英語: Tidal Island）は、普段は海によって隔てられている陸地と島が、人工堤防もしくはトンボロ現象によって形成された砂州によって、満潮時には島に、干潮時には陸繋島となる島である。
陸繋砂州（トンボロ）の成立過程の過渡的な状態に起こる現象と考えられているが、地形・地質・海流などの要因で陸繋島に移行するかは断定できない。その神秘的な景観ゆえに、その多くはセント・マイケルズ・マウントのように信仰の対象となっている。天然の要害であることから要塞地としても利用されている。

## タイダル・アイランドの一覧

### 日本

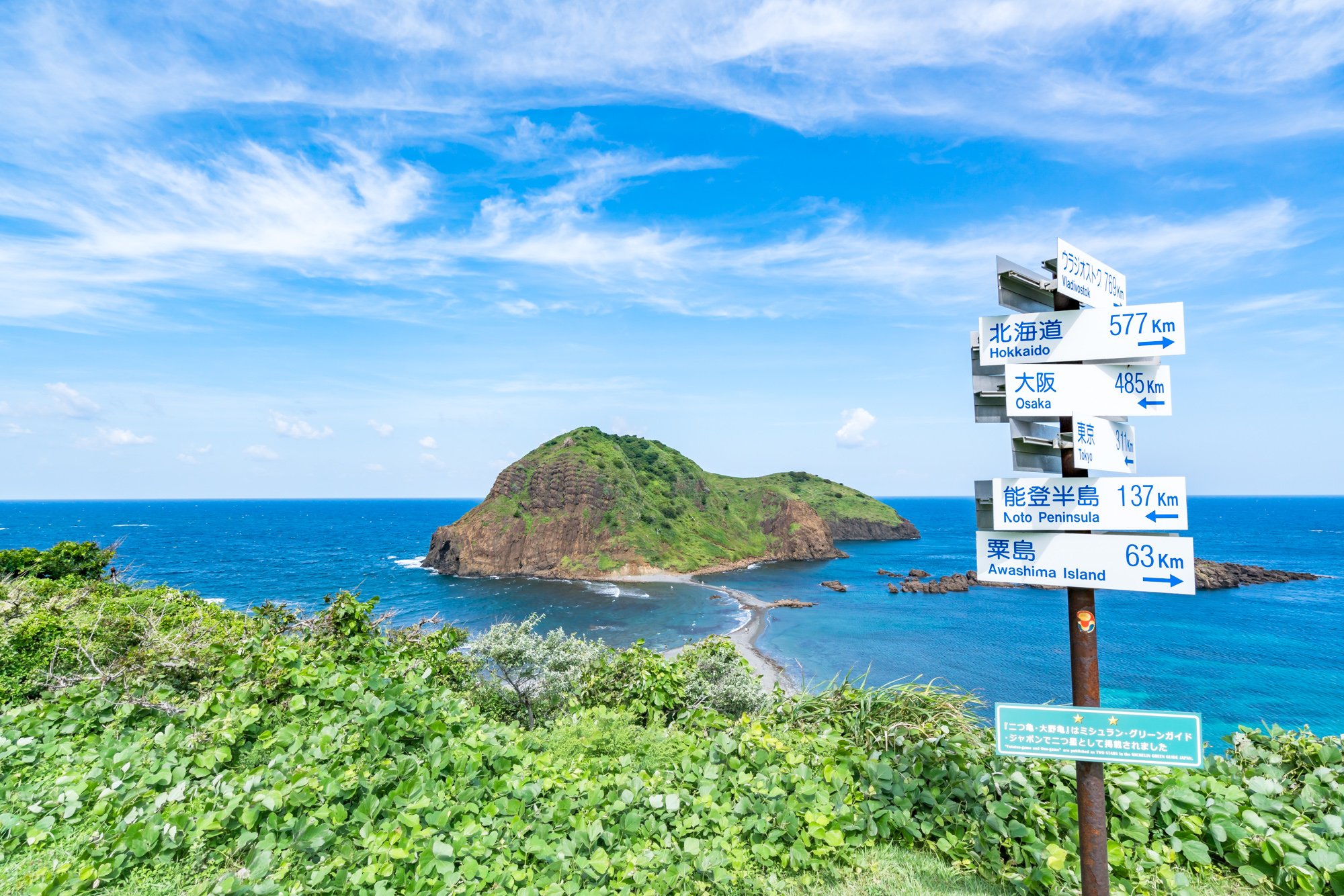
二ツ亀（新潟県）

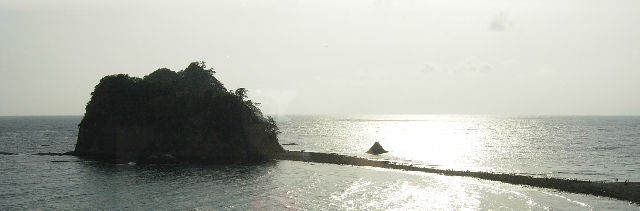
三四郎島（静岡県）

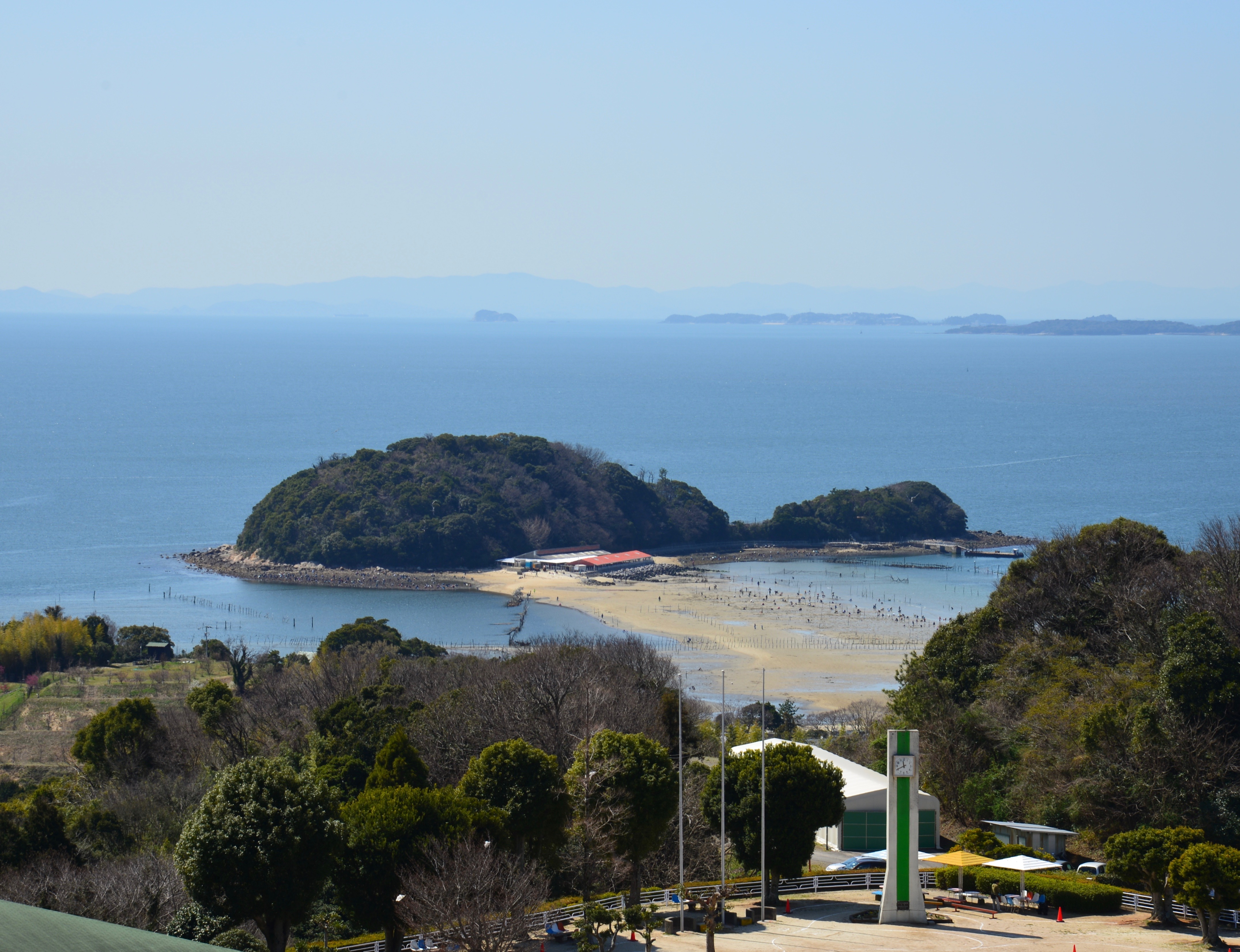
前島（愛知県）

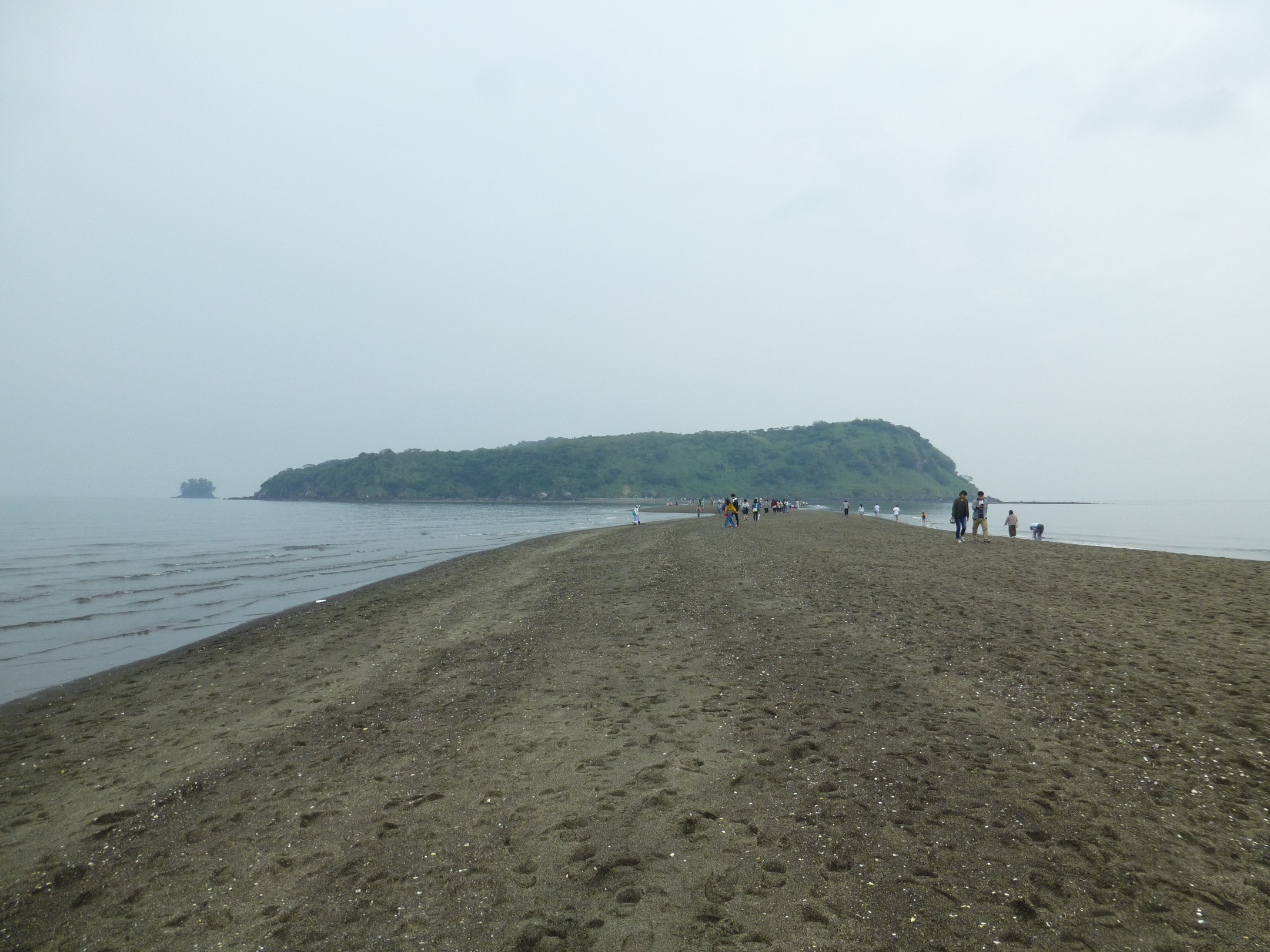
知林ヶ島（鹿児島県）

#### 北海道地方
- 宇志知島 - 北海道新知郡

#### 関東地方
- 鵜之島 - 千葉県いすみ市岬町和泉
- 江の島 - 神奈川県藤沢市[1]
- 三ツ石 - 神奈川県足柄下郡真鶴町
- 和賀江島 - 神奈川県鎌倉市材木座海岸（鎌倉時代に築かれた人工島）

#### 中部地方
- 二ツ亀 - 新潟県佐渡市（ミシュラン・グリーンガイド・ジャポンで二つ星）
- 三四郎島 - 静岡県賀茂郡西伊豆町堂ヶ島
- 前島 - 愛知県西尾市
- 竹島 - 愛知県蒲郡市

#### 近畿地方
- 友ヶ島 - 和歌山県和歌山市

#### 中国地方
- 宮ヶ島 - 島根県益田市[2]
- 刎島と馬島 - 山口県熊毛郡田布施町[3]
- 真宮島 - 山口県大島郡周防大島町西方

#### 四国地方
- 城ヶ島 - 香川県小豆郡小豆島
- 大余島 - 香川県小豆郡小豆島（エンジェルロードと呼ばれる観光地として有名）
- 貝付小島と地大島 - 愛媛県八幡浜市（八幡浜大島を構成する5つの島の一つ）[4]
- ねずみ島 - 愛媛県八幡浜市[5]
- 衣ヶ島 - 高知県高知市[6]
- 咸陽島と大島 - 高知県宿毛市[7]

#### 九州地方
- 志賀島 - 福岡県福岡市（海の中道との間の砂嘴が満潮時に水没。現在は志賀島橋で結ばれている。）[8]
- 前島と末津島 - 長崎県五島市奈留島[9]
- 崎戸島と御床島 - 長崎県西海市[10]
- 知林ヶ島 - 鹿児島県指宿市。毎年3月から10月にかけての大潮の干潮時に長さ約800メートル、幅最大約20メートルの陸繋砂州（トンボロ）が現れる[11]

### アジア

#### イラン
- en:Naaz islands - ペルシャ湾、ゲシュム島南岸

#### 韓国
- 珍島と茅島 - 韓国南西部

#### 台湾（中華民国）
- 奎壁山 - 澎湖県（静岡県の堂ヶ島公園と友好公園）
- 建功嶼（中国語版） - 金門県

#### 香港
- 馬屎洲 - 新界大埔区。現在は観光のために政府が埋め立てをしたため、満潮でも渡れるようになっている

### ヨーロッパ

#### アイルランド
- コニー島（英語版） - スライゴ県、ロッセス・ポイント付近
- オメイ島（英語版） - コノート地方、コマネラ州
- イニッシュキール島（英語版） - コノート地方、ゴールウェイ県

#### イギリス

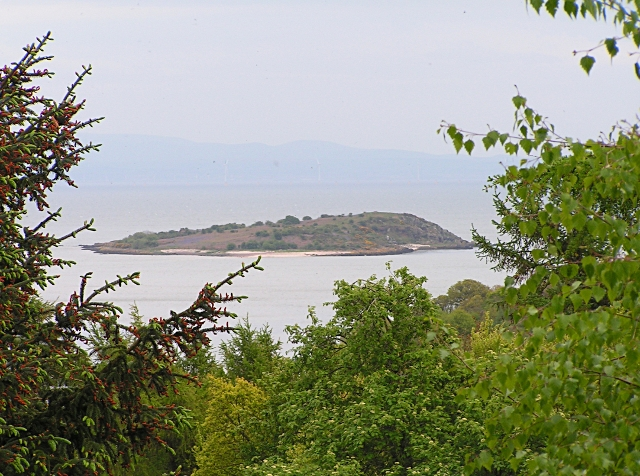
対岸に位置するスコットランドのダンフリーズ・アンド・ガロウェイロッククリフより望むラフ島

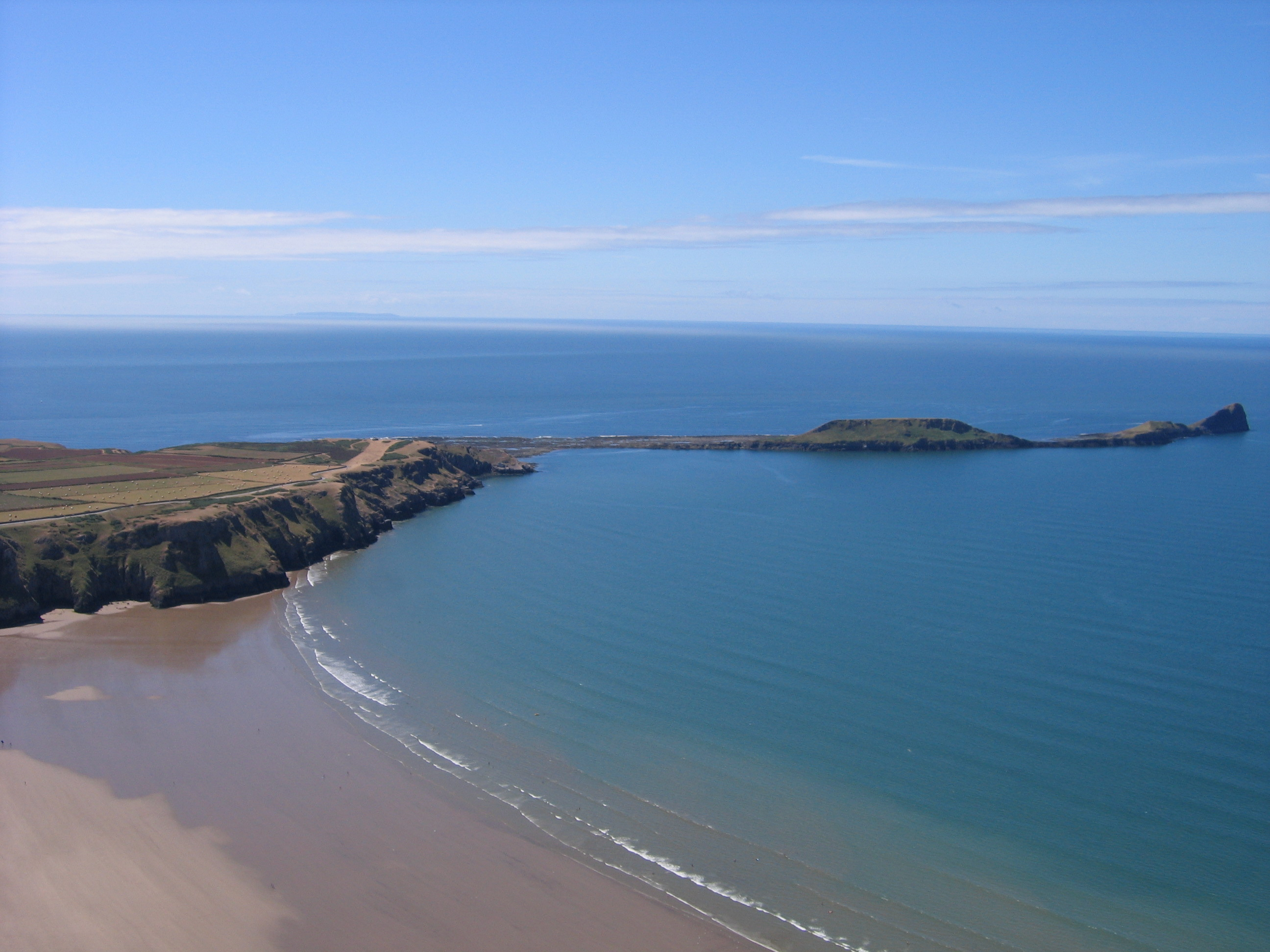
ウェールズ・ガワー半島先端に位置するワームズ・ヘッド

イギリス本土に繋がったタイダル・アイランドは43個存在する。

##### イングランド
- アスパラガス島（英語版） - コーンウォール地方・マウントズ湾
- バーフ島（英語版） - デボン州
- バロウ島（英語版） - ポーツマス湾
- チャペル島（英語版） - カンブリア
- en:Chiswick Eyot - ロンドン・テムズ川
- en:Gugh - シリー諸島 （干潮時にセント・アグエンス島と接続する）
- en:Hilbre Island, Middle Eye and Little Eye in the River Dee en:estuary, between en:North Wales and the English Wirral, but administratively in England.
- en:Horsey Island, en:Essex
- リンディスファーン島 - ノーサンバランド
- en:Mersea Island, Essex (accessible to road traffic via the Strood)
- en:Northey Island, Essex
- en:Osea Island, Essex
- en:Piel Island, Cumbria
- Sheep Island, en:Cumbria (joined at low tide to Piel Island and to Walney Island)
- St Mary's Island, en:North Tyneside
- セント・マイケルズ・マウント - コーンウォール
- en:White Island, Isles of Scilly and en:St Martin's, Isles of Scilly

##### 北アイルランド
- en:Nendrum Monastery on Mahee Island, en:Strangford Lough

##### スコットランド
- ベイルズヘア（英語版） アウター・ヘブリディーズ
- バーネラ島（英語版） - リズモア島
- ブロフ・オブ・ビルセー島（英語版） - オークニー諸島に属する
- ストーカー城 -  アーガイル地方・リック湾
- クラモンド島（英語版） - フォース湾
- ダバアー島（英語版） - キャンベルタウン近郊、キンタイア半島
- アイリアン・ショナ島（英語版） - ハイランド地方・モイダート湾
- Eilean Tioram - ハイランド地方・モイダート湾
- エレイド島（英語版） - マル島
- ヘスタン島（英語版） - オーチェンケーン湾ラフ島近郊
- フリート諸島（英語版） - ガロウェイ・フリート湾
- リストル島（英語版） - サマー諸島
- キリ・ホルム島（英語版） -  オークニー諸島（干潮時にエギルセイ島と接続）
- Oronsay in the en:Inner Hebrides, joined to en:Colonsay
- ラフ島（英語版） - ダンフリーズ・アンド・ガロウェイロッククリフ（英語版）
- en:Vallay (Bhàlaigh), joined to North Uist, Outer Hebrides

##### ウェールズ
- バリー・ホームズ島（英語版） -  ガワー半島北端
- en:Cribinau - アングルシー島
- ゲートホルム島 - ペンブルックシャー南西岸
- シランズイン島（英語版） - アングルシー島
- マンブルズ灯台（英語版）  - スウォンジー市近郊、マンブルズに位置する
- セント・キャサリンズ島（英語版） - ペンブルックシャー
- サリー島（英語版） - ベール・オブ・グラモーガン
- ワームズ・ヘッド（英語版） - ガワー半島先端
- アニス・カントラ島（英語版） - ペンブルックシャー・ラムジー島
- en:Ynys Feurig - アングルシー島
- en:Ynys Gifftan - グウィネズ
- en:Ynys Gwelltog - ペンブルックシャー・ラムジー島
- en:Ynys Lochtyn - カーディガン湾

#### スペイン
- コルテガーダ島（英語版） -  ポンテベドラ県海岸
- サン・ニコラス島 - ビスカヤ県、レケイティオ

#### チャンネル諸島
- リーウー島（英語版） - ガーンジー（チャンネル諸島）

#### デンマーク
- マンデ島（英語版） – デンマーク西岸
- Knudshoved島 – デンマーク、シェラン島、ヴォーディングボー市北部

#### ドイツ・デンマーク
- ハリゲン諸島（英語版） - 北フリジア諸島
- ノイヴェルク島 - ドイツ北部・ワッデン海

#### フランス

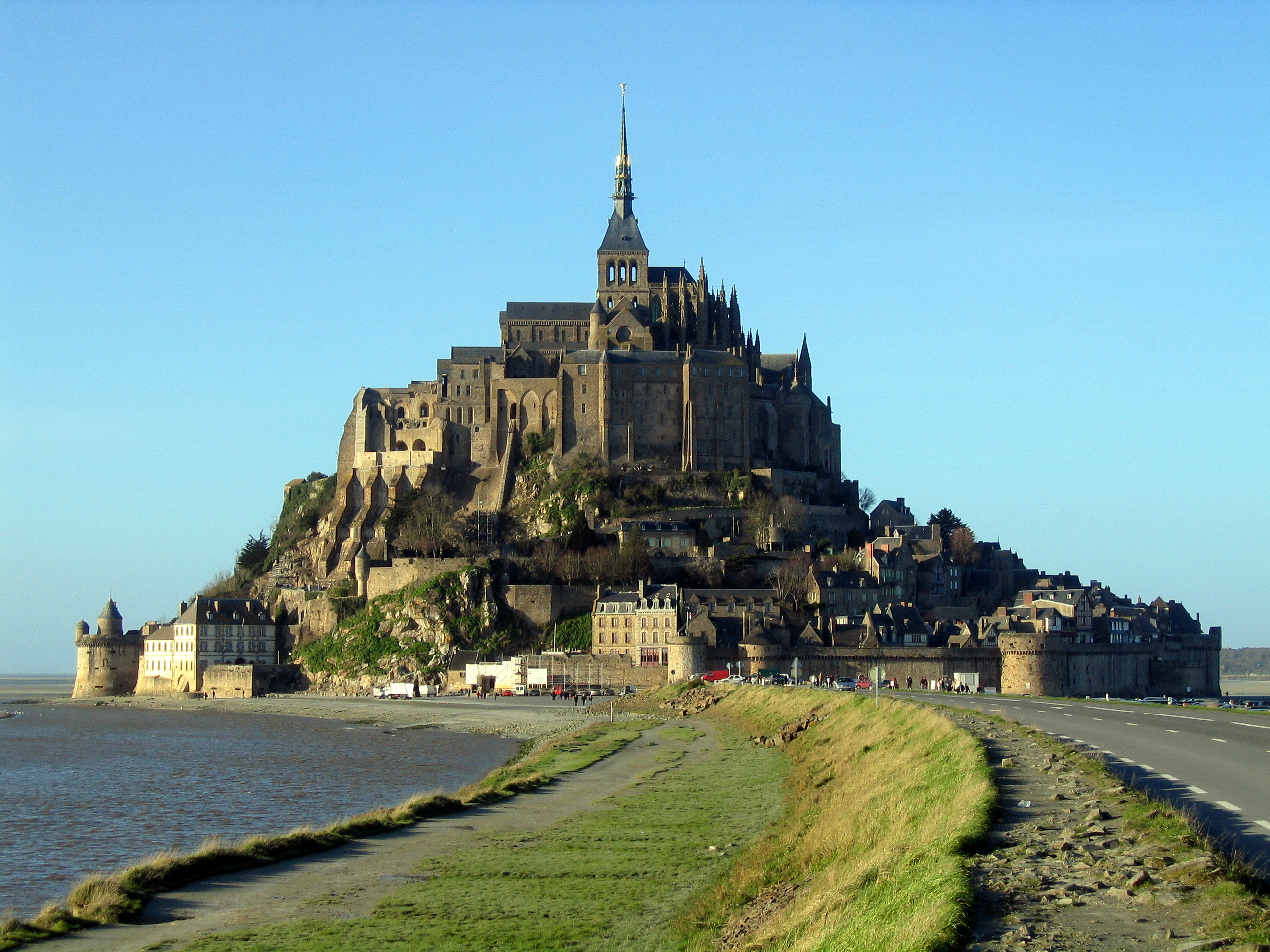
ノルマンディーに位置するモン・サン＝ミシェル

- マダム島（英語版） - シャラント＝マリティーム県
- ノワールムティエ島 - ヴァンデ県
- モン・サン＝ミシェル - ノルマンディー地方
- トンブレーヌ - ノルマンディー地方

### 北アメリカ

#### アメリカ合衆国

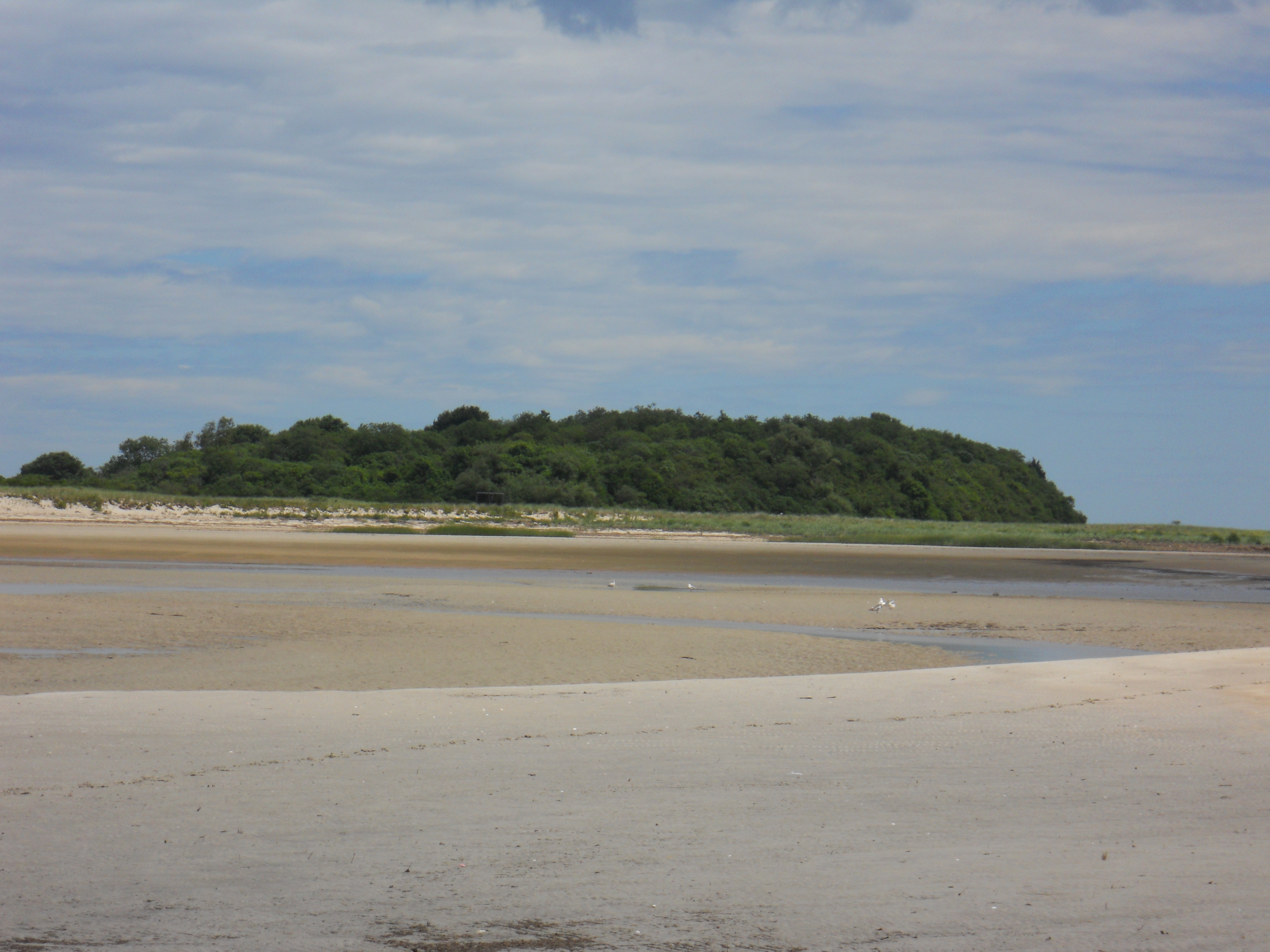
メイン州のバー島

- バー島（英語版） - メイン州
- en:Battery Point Light - カリフォルニア州
- バンプキン島（英語版） - マサチューセッツ州
- カマーノ島（英語版） - ワシントン州ピュージェット湾
- en:Cana Island Lighthouse - ウィスコンシン州
- チャールズ島（英語版） - コネチカット州ミルフォード
- ダグラス島（英語版） - アラスカ州
- ハイ島（英語版） - ニューヨーク市ブロンクス区[13]

#### カナダ
- フィニスタール島 - ブリティッシュコロンビア州・ボウエンアイランド
- Micou's Island - ノバスコシア州
- ミニスターズ島（英語版） - ニューブランズウィック州
- ロス島とチーニー島 - ニューブランズウィック州グランド・マナン島
- ウェッジ島 - ノバスコシア州
- ホワイティー・アイレット - ブリティッシュコロンビア州ウェストバンクーバー

### オーストラリア大陸

#### オーストラリア
- The en:Point Walter Sandbar in en:Perth, Western Australia has slowly formed into a tidal island and is only connected to the mainland in extreme low tides.
- en:Penguin Island (Western Australia) in the en:Shoalwater Islands Marine Park
- Former tidal island Bennelong Island in en:Sydney, Australia was developed into Bennelong Point and is now the location of the Sydney Opera House.

#### ニュージーランド

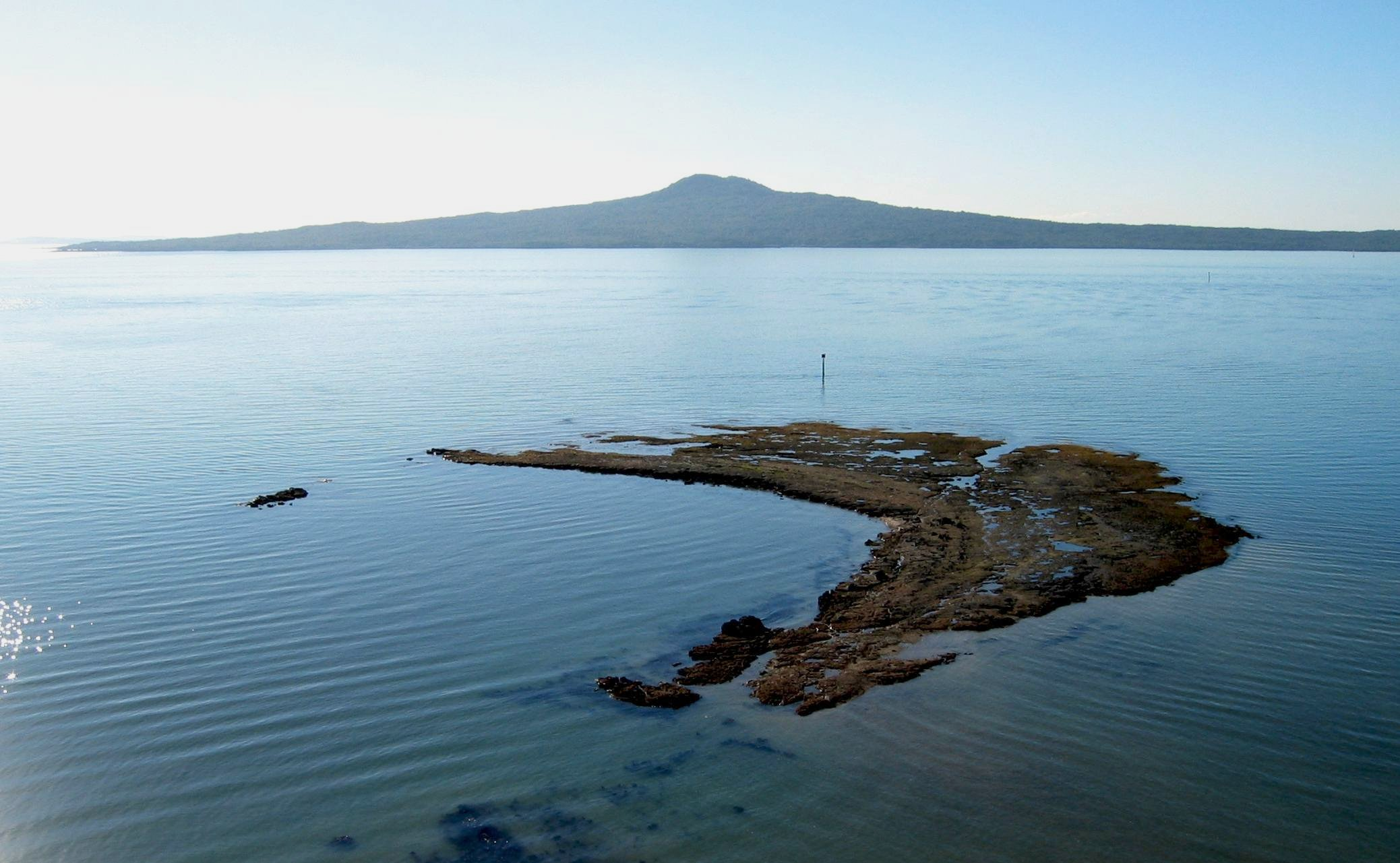
ランギトト島。手前に見えるのはニュージーランドオークランドにあるアキリーズ岬の波食台

- en:Matakana Island in en:Tauranga Harbour
- en:Opahekeheke Island in the en:Kaipara Harbour
- Puddingstone Island in en:Otago Harbour
- Rabbit Island, en:Bells Island, and en:Bests Island in en:Tasman Bay
- The en:Hauraki Gulf islands of en:Motutapu Island and en:Rangitoto Island are connected at low tide
- The en:Okatakata Islands and Walker Island in en:Rangaunu Harbour